# إدوارد إنجلاند
إدوارد إنجلاند (بالإنجليزية: Edward England)‏ هو قرصان أيرلندي، ولد في 1685 في جزيرة أيرلندا في المملكة المتحدة، وتوفي في 1720 في مدغشقر.